# Charles Taylor
Charles Margrave Taylor (n. 5 noiembrie 1931, Montréal, provincia Québec, Canada) este un filosof canadian. El a devenit cunoscut în special pentru analiza pe care a făcut-o culturii morale occidentale, de la Platon la gânditorii postmoderni. Taylor este asociat deseori comunitarianismului filosofic, deși nu și-a afirmat niciodată explicit adeziunea față de acest curent.
Taylor a studiat la McGill University, apoi la Balliol College, Oxford, unde a și obținut titlul de doctor în filosofie, în anul 1961.

## Critica de pe poziții comunitariene a liberalismului
Alături de Michael Walzer, Michael Sandel și Alasdair MacIntyre, Taylor este unul dintre criticii liberalismului occidental, căruia îi reproșează că ignoră semnificația comunității.
Principalul punct în care Taylor se află în dezacord cu liberalismul îl constituie concepția cu privire la persoană. Taylor critică viziunea atomistă și instrumentalistă a gânditorilor liberali, care consideră că identitatea omului poate fi detașată de valorile la care aderă acesta.
In Etica autenticității, Taylor consideră că relativismul moral și toleranța, promovate de liberalism, sunt ele însele o parte a unui ideal moral, idealul autenticității. Acesta a apărut, conform lui Taylor, între hotarele civilizației occidentale, datorită unor factori precum urbanizarea și migrația forței de muncă.
Concepția cu privire la relativism a lui Taylor diferă de cea a altor critici ai societății occidentale, precum Allan Bloom. În timp ce aceștia consideră că relativismul este doar un paravan care maschează îngăduința față de sine, Taylor este de părere că relativismul constituie o fațetă a idealului autenticității.